# Javier Muñoz Mustafá
Javier David Muñoz Mustafá (ur. 11 czerwca 1980 w Firmacie) – argentyński piłkarz pochodzenia hiszpańskiego z obywatelstwem meksykańskim występujący na pozycji środkowego obrońcy.

## Kariera klubowa
Muñoz Mustafá pochodzi z miasta Firmat i jest wychowankiem tamtejszego zespołu Firmat Football Club. Tam został zauważony przez wysłanników drużyny Rosario Central, dokąd udał się na testy i po ich przejściu został zawodnikiem tego klubu. W jego barwach zadebiutował w argentyńskiej Primera División 18 sierpnia 2001 w wygranym 2:1 spotkaniu z Lanús i od razu został podstawowym piłkarzem pierwszego składu. Po pół roku zdecydował się odejść do hiszpańskiego CD Tenerife, w tamtejszej Primera División debiutując 10 marca 2002 w wygranej 2:0 konfrontacji z Realem Sociedad, lecz pozostawał rezerwowym drużyny prowadzonej przez Javiera Clemente, a ponadto na koniec sezonu 2001/2002 spadł nią do drugiej ligi. Sam pozostał jednak w najwyższej klasie rozgrywkowej, podpisując umowę z Realem Valladolid, w którym grał przez rok, także nie mając pewnej pozycji w wyjściowej jedenastce. W późniejszym czasie przeszedł do drugoligowego CD Leganés, gdzie był jednym z piętnastu swoich rodaków występujących w tym klubie i często pojawiał się w pierwszym składzie, a na koniec rozgrywek 2003/2004 spadł do trzeciej ligi hiszpańskiej.
Latem 2004 Muñoz Mustafá powrócił do ojczyzny, zostając zawodnikiem CA Independiente, w którego barwach występował bez większych sukcesów przez kolejny rok, zdobywając swojego premierowego gola w najwyższej klasie rozgrywkowej; 20 marca 2005 w przegranym 1:2 pojedynku z Boca Juniors, po czym wyjechał do Meksyku, gdzie podpisał umowę z Santosem Laguna z miasta Torreón. W meksykańskiej Primera División zadebiutował 31 lipca 2005 w przegranym 1:2 meczu z Pumas UNAM, a po upływie sześciu miesięcy przeszedł do Atlante FC ze stołecznego miasta Meksyk, który jednak w połowie 2007 roku przeniósł swoją siedzibę do Cancún. Tam od razu wywalczył sobie niepodważalną pozycję na środku obrony, rozgrywając niemal wszystkie spotkania od pierwszej do ostatniej minuty. Premierowego gola w lidze meksykańskiej strzelił 3 marca 2007 w wygranym 3:0 pojedynku z Necaxą, natomiast w jesiennej fazie Apertura 2007 zdobył z Atlante tytuł mistrza Meksyku. Podczas tych samych rozgrywek został również uhonorowany w oficjalnym plebiscycie Meksykańskiego Związku Piłki Nożnej nagrodą dla najlepszego środkowego obrońcy sezonu.
W styczniu 2009 Muñoz Mustafá został piłkarzem drużyny CF Pachuca, z którą już w wiosennym sezonie Clausura 2009 w roli kluczowego defensora wywalczył tytuł wicemistrza kraju, a także zajął drugie miejsce w rozgrywkach kwalifikacyjnych do Copa Libertadores – InterLidze. W 2010 roku triumfował za to ze swoją ekipą w najbardziej prestiżowych rozgrywkach kontynentu – Lidze Mistrzów CONCACAF, dzięki czemu mógł wziąć udział w Klubowych Mistrzostwach Świata, gdzie zajął ostatecznie piąte miejsce. Po prawie czterech latach spędzonych w Pachuce przeszedł do beniaminka najwyższej klasy rozgrywkowej – Club León, w którego barwach występował kolejne sześć miesięcy w roli rezerwowego, po czym podpisał kontrakt z zespołem San Luis FC z miasta San Luis Potosí. Barwy tej ekipy reprezentował przez pół roku jako podstawowy zawodnik.
Latem 2013 Muñoz Mustafá przeniósł się do drużyny Chiapas FC z siedzibą w Tuxtla Gutiérrez, która wykupiła licencję San Luis. Tam od razu wywalczył sobie niepodważalną pozycję na środku obrony i został mianowany kapitanem zespołu przez trenera Sergio Bueno. W 2014 roku otrzymał meksykańskie obywatelstwo, w wyniku wieloletniego zamieszkania w tym kraju. Ogółem w Chiapas występował przez trzy lata, lecz nie potrafił osiągnąć poważniejszych sukcesów. Piłkarską karierę zdecydował się zakończyć w wieku 36 lat.